# اس‌ام یو-۶۱
اس‌ام یو-۶۱ (به انگلیسی: SM U-61) یک زیردریایی بود که طول آن ۶۷ متر (۲۱۹ فوت ۱۰ اینچ) بود. این زیردریایی در سال ۱۹۱۶ ساخته شد.